# Pradilla de Ebro

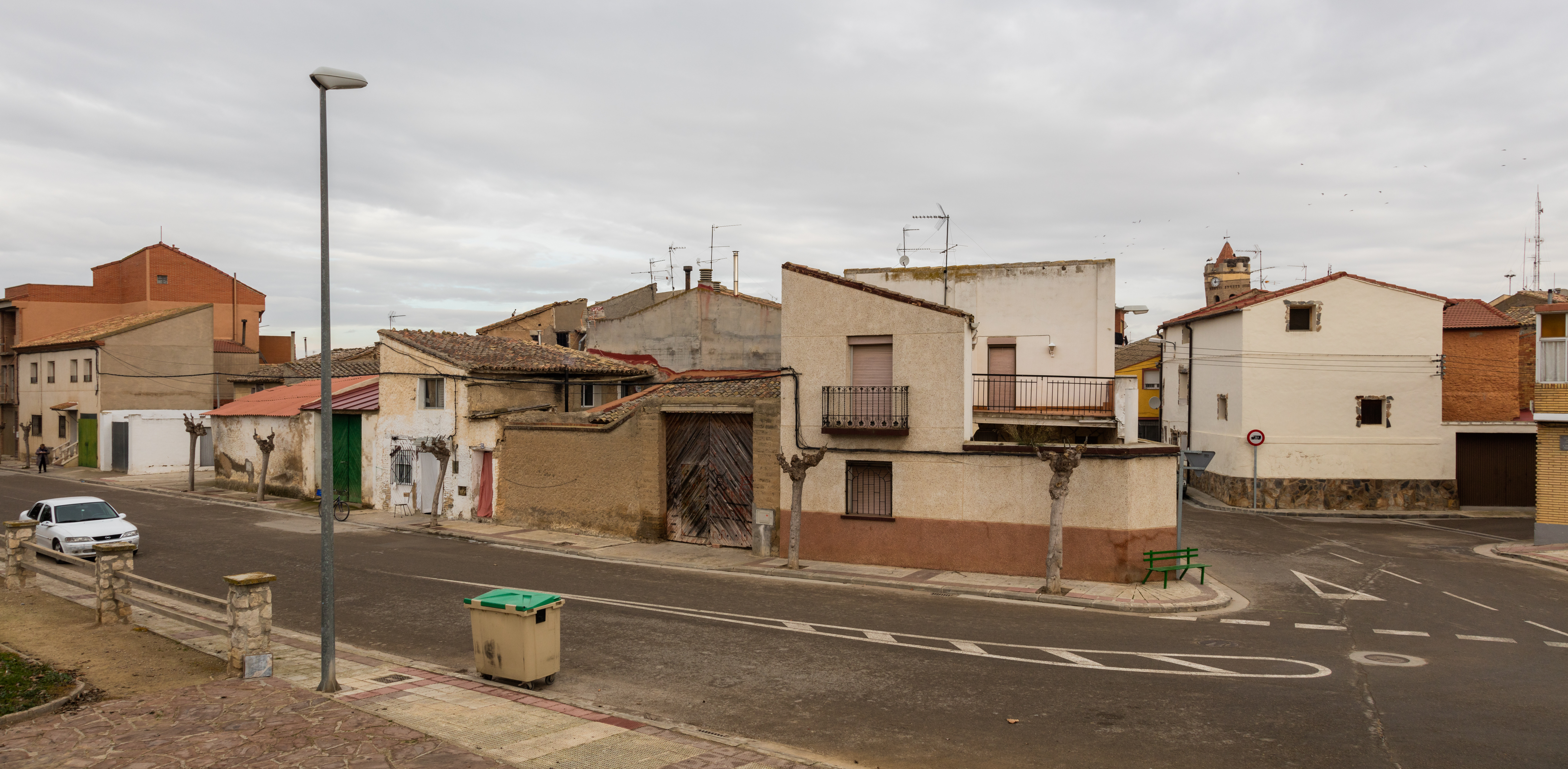
Otra imagen del municipio.

Pradilla de Ebro es un municipio de España, en la provincia de Zaragoza, comunidad autónoma de Aragón. Tiene un área de 25,22 km² con una población de 541 habitantes (INE 2022) y una densidad de 25,46 hab/km².

## Geografía
Pradilla de Ebro está situada en la orilla izquierda del río Ebro, en la Comarca de la Ribera Alta del Ebro, provincia de Zaragoza y comunidad autónoma de Aragón. Está adscrita al partido judicial de Ejea de los Caballeros.
La localidad está situada en el centro del Valle de Ebro, dista 46 km de Zaragoza y se levanta 228 m s. n. m.
El término municipal con 25 km² de extensión, se sitúa en la margen izquierda del río, abarca la zona que se extiende entre las dos curvas o meandros que dibuja el río, ocupando el término de Los Fornazos en la margen derecha, y una zona de monte denominada Montes y Corralizas.

### Clima
Responde a las características propias del clima mediterráneo con una importante influencia de la continentalidad, veranos muy cálidos y largos, con temperaturas superiores a los 20 °C y las medias absolutas de 31 °C, llegan a los 38,8 °C en julio. Los inviernos empiezan a ser más suaves, siendo el mes más frío enero con una media de 4,5 °C.

## Demografía
Pradilla de Ebro cuenta con una población de 546 habitantes (INE 2024).
| Gráfica de evolución demográfica de Pradilla de Ebro entre 1842 y 2021                                                                                                 |
| |
| Población de derecho según los censos de población del INE Población de hecho según los censos de población del INEEn estos censos se denominaba Pradilla: 1842 y 1857 |

## Economía

### Agricultura
El 32 % de la población activa trabaja en la agricultura, fundamentalmente de regadío. Los trabajadores que pertenecen al sector secundario también trabajan en sus propiedades agrícolas con dedicación parcial.
Superficie cultivada 1606 ha, de las que 466 ha son de regadío, 8 ha están dedicadas a prados y pastizales y 524 de superficie forestal.

#### Productos principales y superficies
Cebolla7000 t
Alfalfa2000 t
Tomateconcentrado (18 ha): 900 t plaza- (2 ha): 70 t
Trigo (55 ha)300 t Duro (70 ha): 350 t
Coliflor (25 ha)350 t
Maíz (120 ha)1500 t
Cebada (10 ha) secano18 t

### Industria
El 34 % de la población activa trabaja en la industria fuera de la localidad, fundamentalmente como asalariados. El 70 % de los hombres que trabajan en la industria lo hacen en Opel España.
Las actividades empresariales son 39 en total.

## Administración y política
| Período   | Alcalde                      | Partido     |  |
| --------- | ---------------------------- | ----------- |  |
| 1979-1983 | Jesús Aguarón Gañarul        | UCD         |  |
| 1983-1987 |                              |             |  |
| 1987-1991 |                              |             |  |
| 1991-1995 |                              |             |  |
| 1995-1999 |                              |             |  |
| 1999-2003 |                              |             |  |
| 2003-2007 |                              |             |  |
| 2007-2011 |                              |             |  |
| 2011-2015 |                              |             |  |
| 2015-2019 | Luis Eduardo Moncín Cuartero | PSOE-Aragón |  |
| 2019-2023 | Raúl Moncín Carcas           | PSOE-Aragón |  |

| Partido político    | Partido político                                   | 2003   | 2007   | 2011   | 2015   | 2019   |
| Partido político    | Partido político                                   | Ediles | Ediles | Ediles | Ediles | Ediles |
|                     | Partido de los Socialistas de Aragón (PSOE-Aragón) | 4      | 5      | 5      | 5      | 5      |
|                     | Partido Popular de Aragón (PP de Aragón)           | 2      | 2      | 1      | 2      | 2      |
|                     | Partido Aragonés (PAR)                             | 1      | 0      | 1      | —      | —      |
|                     | Chunta Aragonesista (CHA)                          | —      | 0      | —      | —      | —      |
| Total de concejales | Total de concejales                                | 7      | 7      | 7      | 7      | 7      |

## Símbolos
En el año 1997 se autoriza al Ayuntamiento de Pradilla de Ebro a adoptar su escudo heráldico y bandera municipal, organizándose de la forma siguiente:

### Escudo
Cuadrilongo de base circular, que trae, de azur, una torre mudéjar octogonal, de oro, mazonada de sable y aclarada del campo, acompañada en cada cantón de una estrella de oro, de ocho puntas; campaña de sinople, fileteada de plata. Al timbre, Corona Real cerrada.

### Bandera
De proporción 2/3, al asta franja vertical verde de 1/5 del ancho total del paño, siendo los 4/5 restantes de color azul con una torre mudéjar amarilla, con ventanas azules, y en cada ángulo una estrellas de ocho puntas amarilla.